# Soucron
Soucron Crosby & Bishop, 1936 è un genere di ragni appartenente alla famiglia Linyphiidae.

## Distribuzione
L'unica specie oggi attribuita a questo genere è stata rinvenuta in USA e Canada.

## Tassonomia
A giugno 2012, si compone di una specie:
- Soucron arenarium (Emerton, 1925)[3] — USA, Canada